# Pseudachorudina falteronensis
Pseudachorudina falteronensis is een springstaartensoort uit de familie van de Neanuridae. De wetenschappelijke naam van de soort is voor het eerst geldig gepubliceerd in 1927 door Denis.